# Bermaringen

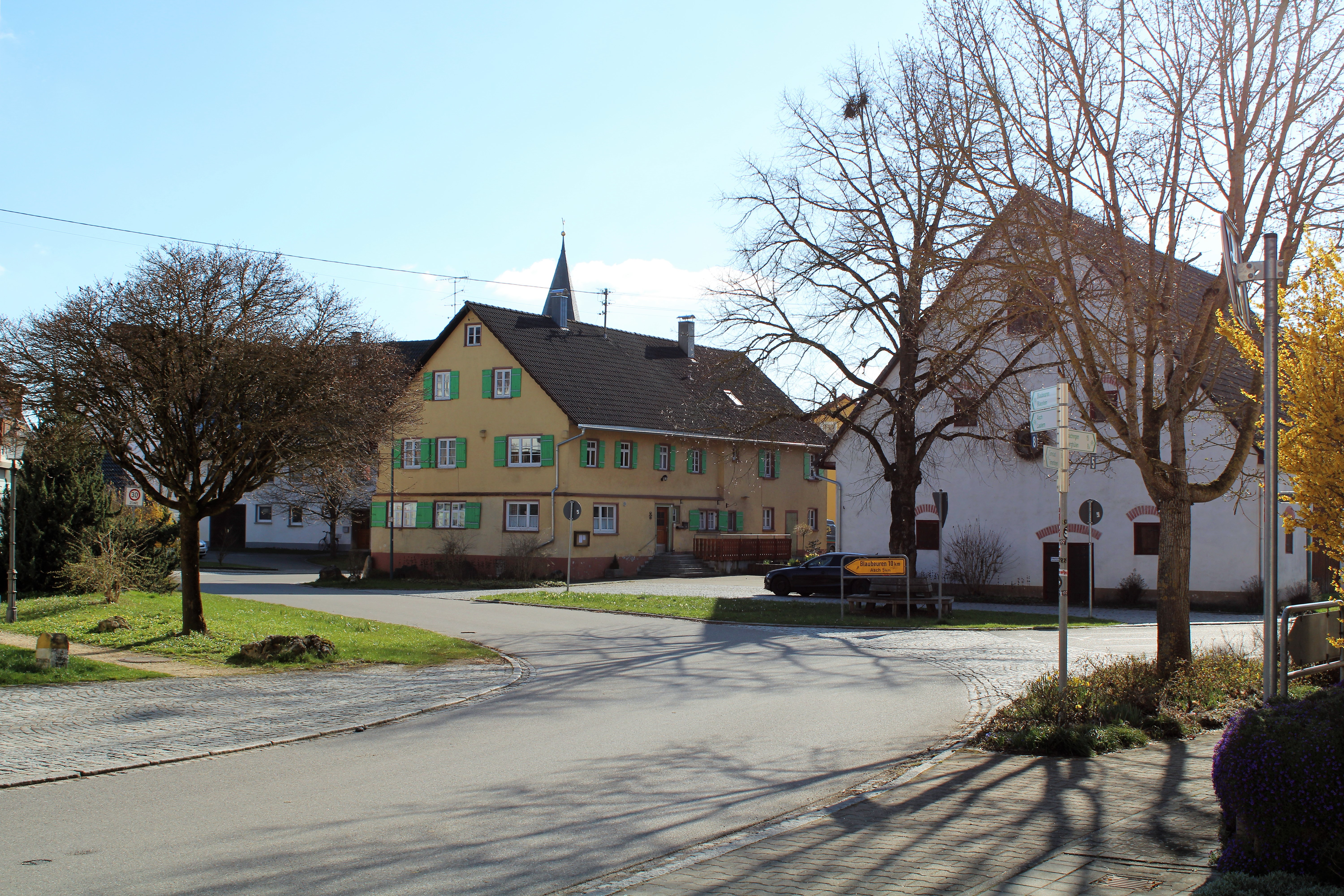
Ortsansicht von Bermaringen

Bermaringen ist ein Stadtteil von Blaustein im Alb-Donau-Kreis in Baden-Württemberg. Im Zuge der baden-württembergischen Gemeindereform kam der Ort mit dem Weiler Hohenstein am 1. Oktober 1974 nach Blaustein.
Das Haufendorf Bermaringen liegt circa vier Kilometer nordwestlich von Blaustein.

## Geschichte
Der Name Bermaringen mit dem Suffix -ingen könnte darauf hindeuteten, dass bereits im 6. Jahrhundert alemannische Siedler am Platz des heutigen Dorfes lebten.
In der schriftlichen Überlieferung wird Bermaringen erstmals 1225 genannt: Der Ort wird in einer Liste von Gütern und Rechten des Klosters Elchingen, welchem Papst Honorius III. seinem Schutz zusicherte, genannt. Diese Güterliste könnte einen älteren Besitzstand des Klosters von spätestens 1143 abbilden. Damit könnte Bermaringen zur Gründungsausstattung der möglichen Stifter Berta von Boll und Albert von Ravenstein gehört haben.
Wohl Lehen der Grafen von Dillingen, war das Dorf eine der vier staufischen Landgerichtsstätten der Reichsvögte über Ulm. 1255 wird als Gerichtsort „unter der Linde bei Bermaringen“ genannt.
Mit dem Erbe der Dillinger könnte nach 1258 auch Bermaringen an die Grafen von Helfenstein gekommen sein. Die Helfensteiner besaßen weitläufige Rechte in der Umgebung und sind u. a. 1287 mit Besitz in Bermaringen belegt.
Im 14. Jahrhundert treten als gemeinsame Ortsherren die von Stein zu Klingenstein und die miteinander stammverwandten Herren von Lauterstein (siehe Burg Lauterstein) und von Hörningen auf. Die Stein von Klingenstein bauten den Ort zum Herrschaftszentrum aus: 1368 erhielt Berthold von Stein zu Klingenstein für Bermaringen die Markgerechtigkeit sowie die Hochgerichtsbarkeit. Im Ort bestand damals ein Gasthaus, ein Badehaus und Bäckerei.
Die Dorfherrschaft ging durch Kauf 1444 an die Ulmer Familie Ehinger, vor 1476 an die Kraft, 1484 an das Kloster Urspring und 1512 an Ulm, das schon 1442 und 1482 Grundbesitz sowie Geleit und Forstrecht von den Helfensteinern erworben hatte.
In ulmischer Zeit war Bermaringen Amtsort für Lehr, Mähringen und Hohenstein, wozu 1772 das Amt Scharenstetten mit Radelstetten und Temmenhausen kam.
Bermaringen kam 1803 an Bayern und durch den Grenzvertrag zwischen Bayern und Württemberg 1810 an das Königreich Württemberg, wo es dem Oberamt Blaubeuren unterstellt wurde. 1938 kam Bermaringen zum Landkreis Ulm.

## Bevölkerungsentwicklung
Es handelt sich um Einwohnerzahlen nach dem jeweiligen Gebietsstand bis 1970 und ohne die heute zugehörigen Ortsteile. Die Zahlen sind Volkszählungsergebnisse oder amtliche Fortschreibungen mit Archivierungen des LEO-BW Online-Informationssystems für Baden-Württemberg.
| Jahr      | 1852 | 1871 | 1880 | 1890 | 1900 | 1910 | 1925 | 1933 | 1939 | 1950 | 1956 | 1961 | 1970 |
| Einwohner | 835  | 903  | 916  | 858  | 816  | 810  | 794  | 802  | 774  | 1135 | 943  | 922  | 965  |

## Kultur und Sehenswürdigkeiten
- Die evangelische Kirche St. Martin wurde 1275 erbaut und 1461 durch Umbaumaßnahmen vergrößert. Im Zweiten Weltkrieg wurde das Kirchenschiff durch einen Bombenabwurf der Alliierten vom 21. Juli 1944 vollständig zerstört.[9] Der markante Kirchturm, der das Wahrzeichen des Ortes ist, blieb erhalten. 1952 wurde die wieder restaurierte Kirche eingeweiht.

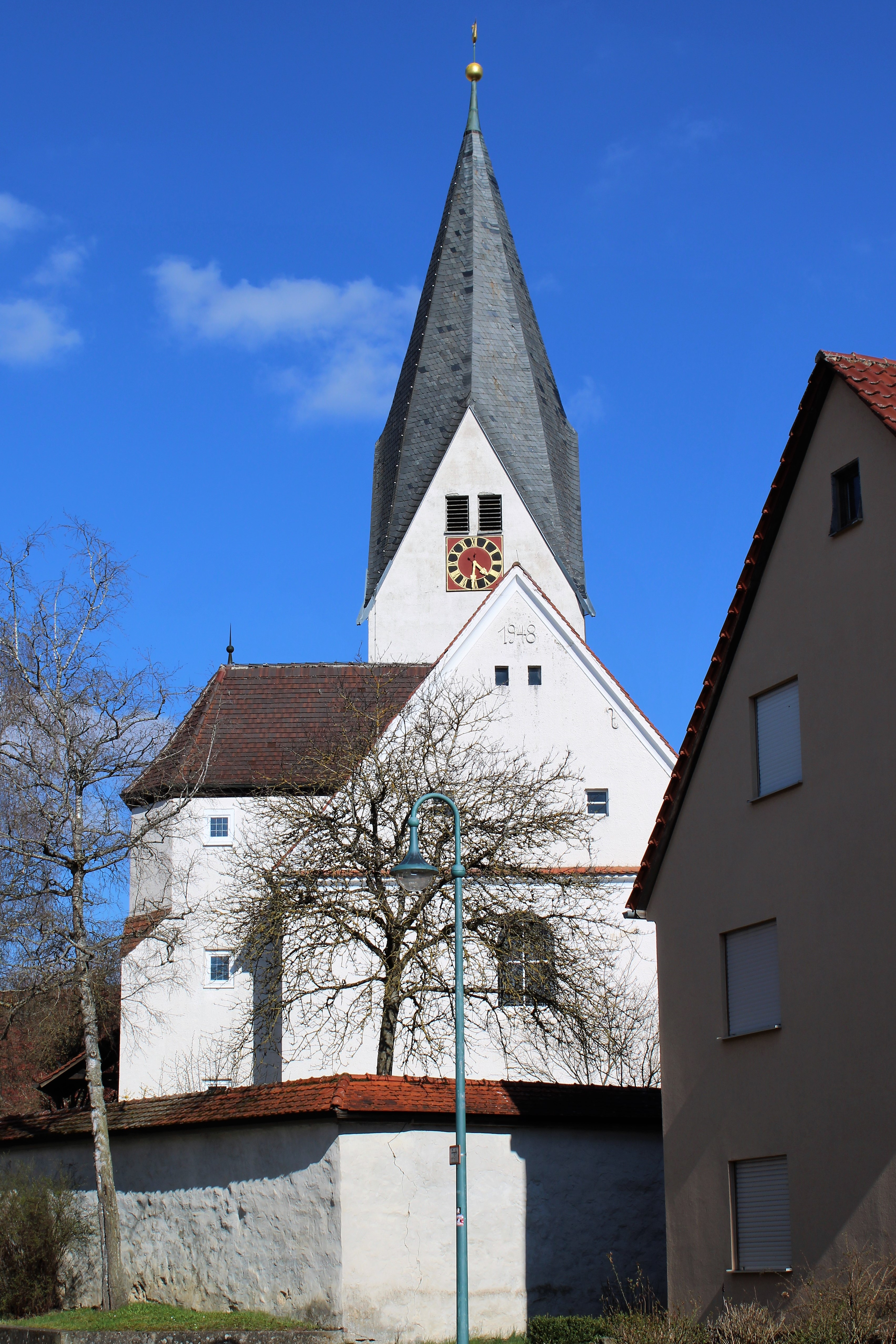
Evangelische Kirche St. Martin
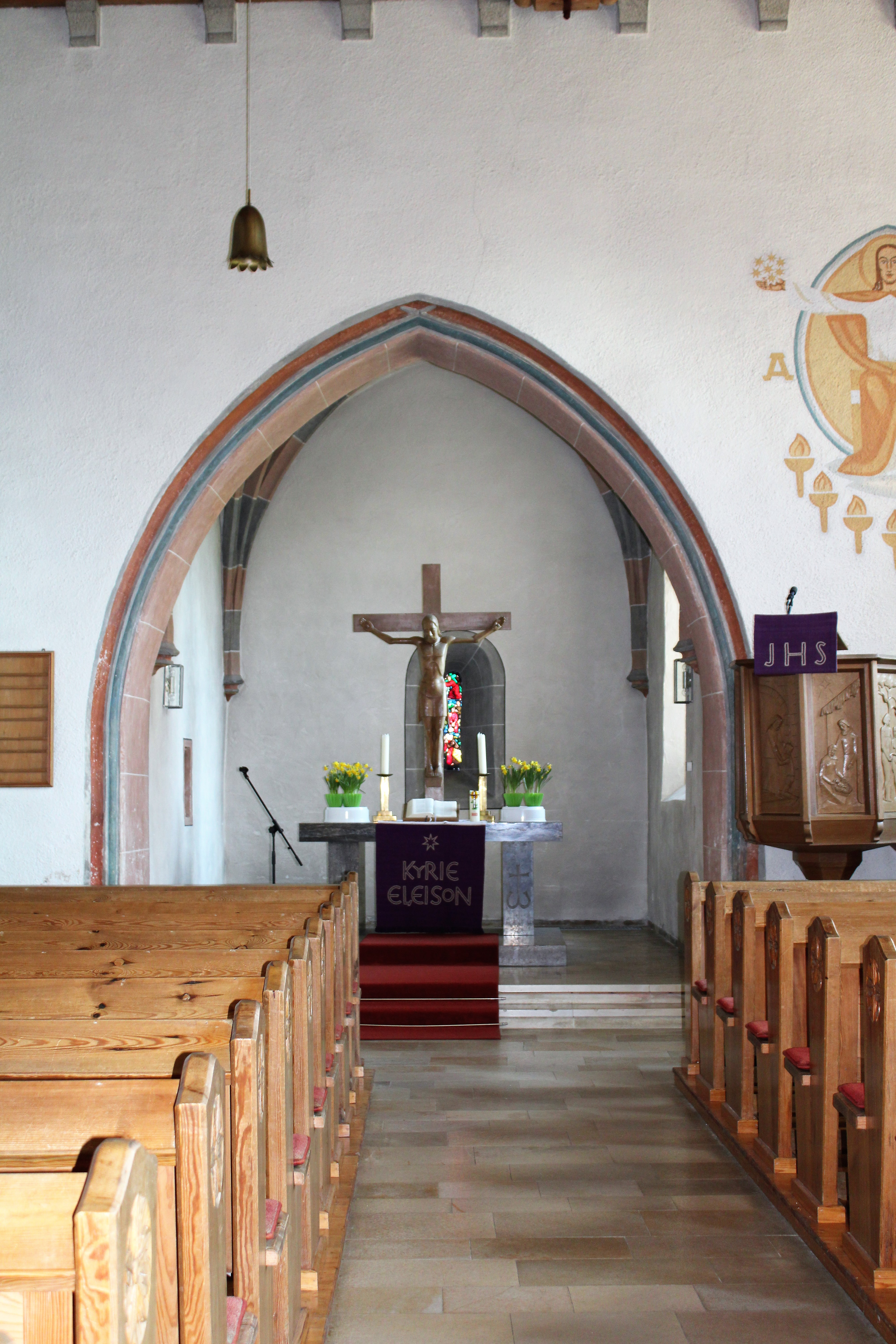
Altar in der Kirche
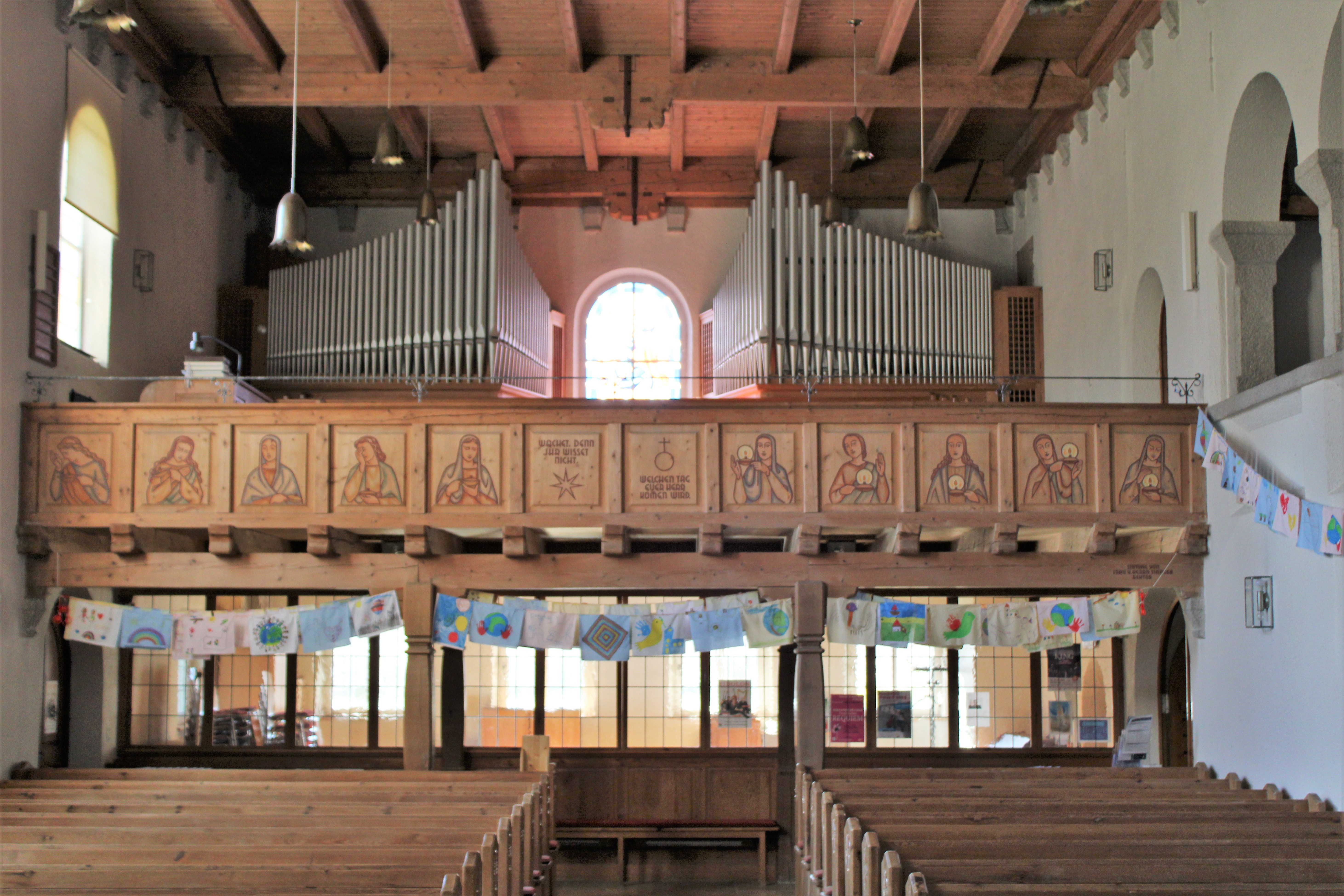
Empore mit Orgel
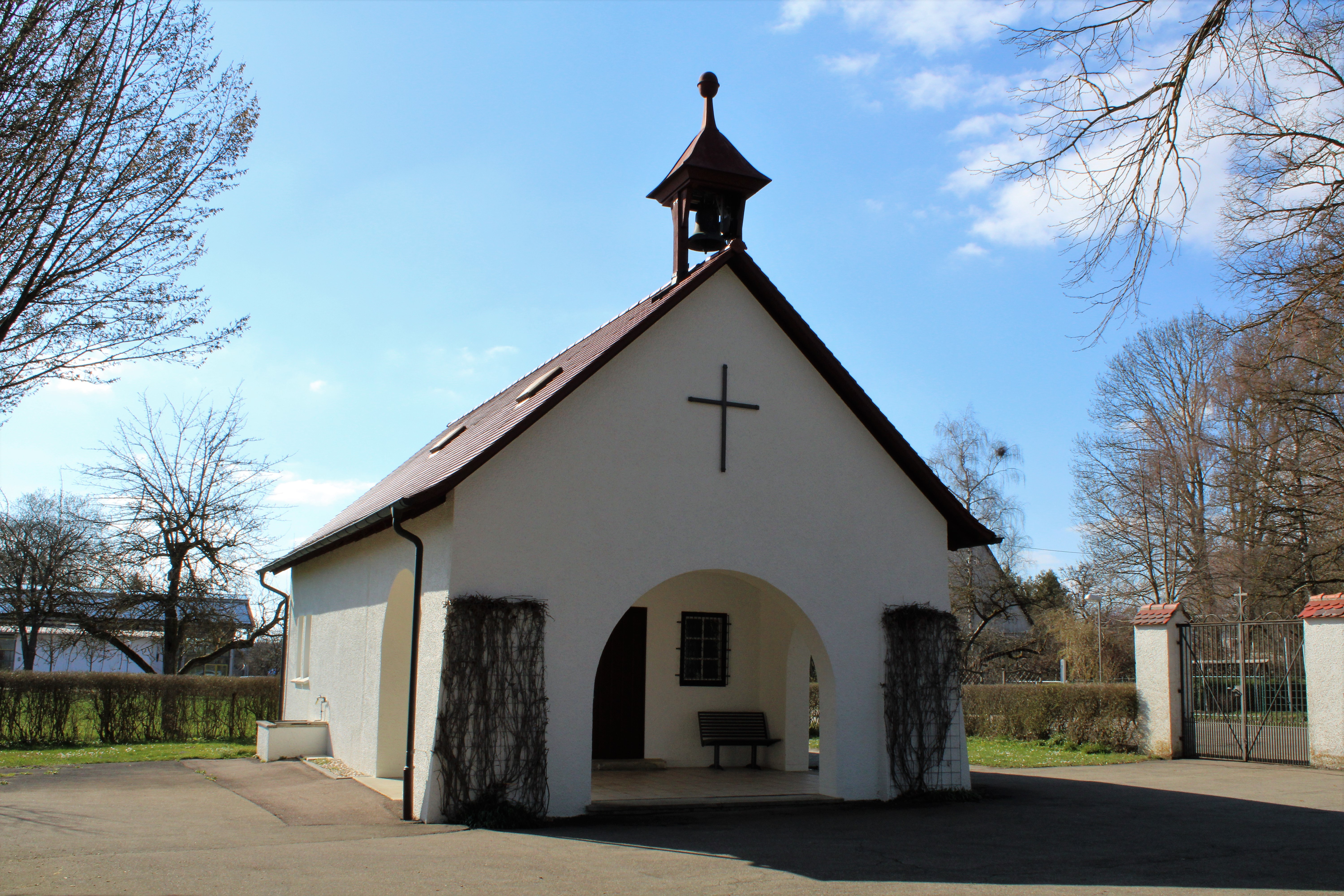
Friedhofskapelle
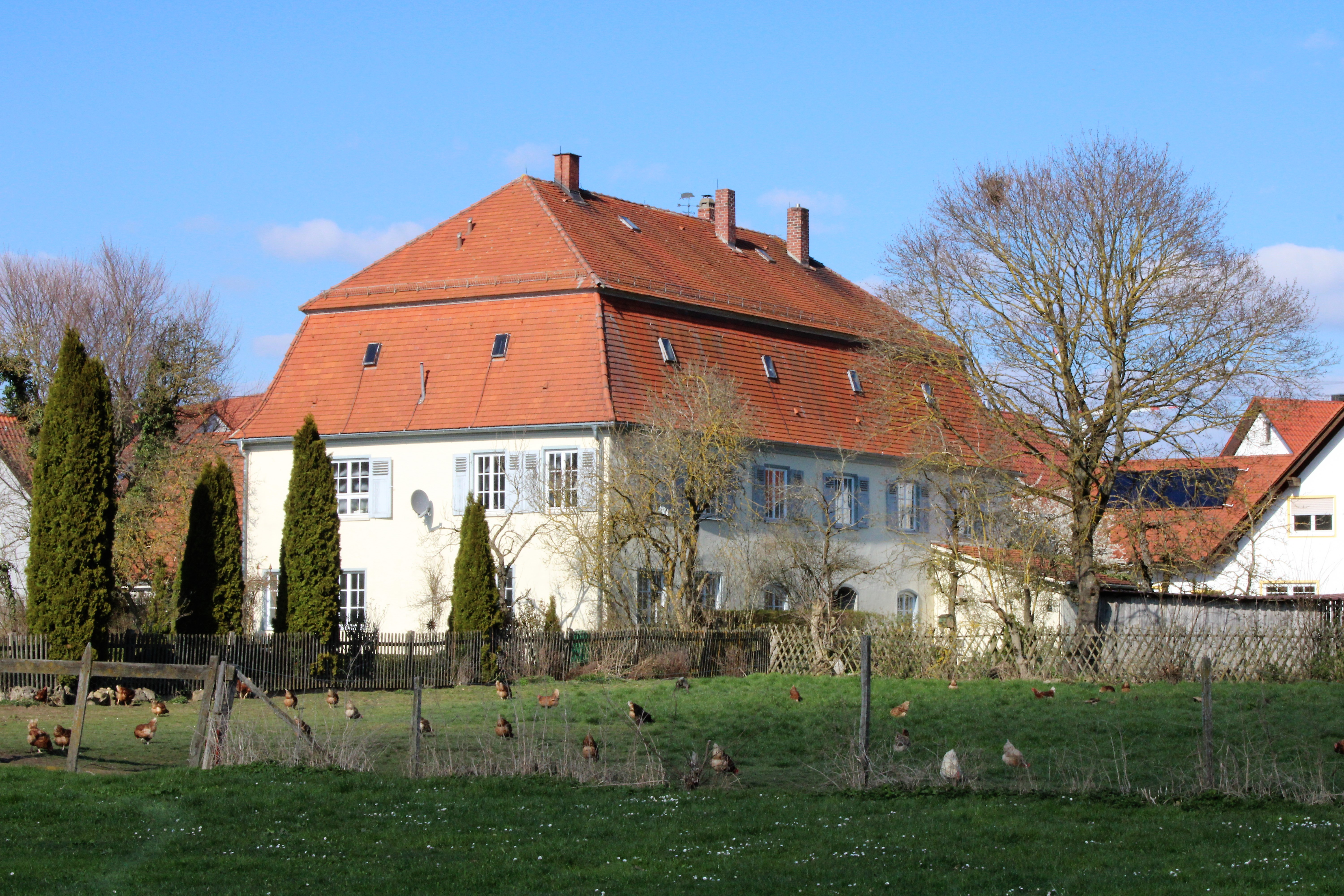
Herrschaftliches Haus
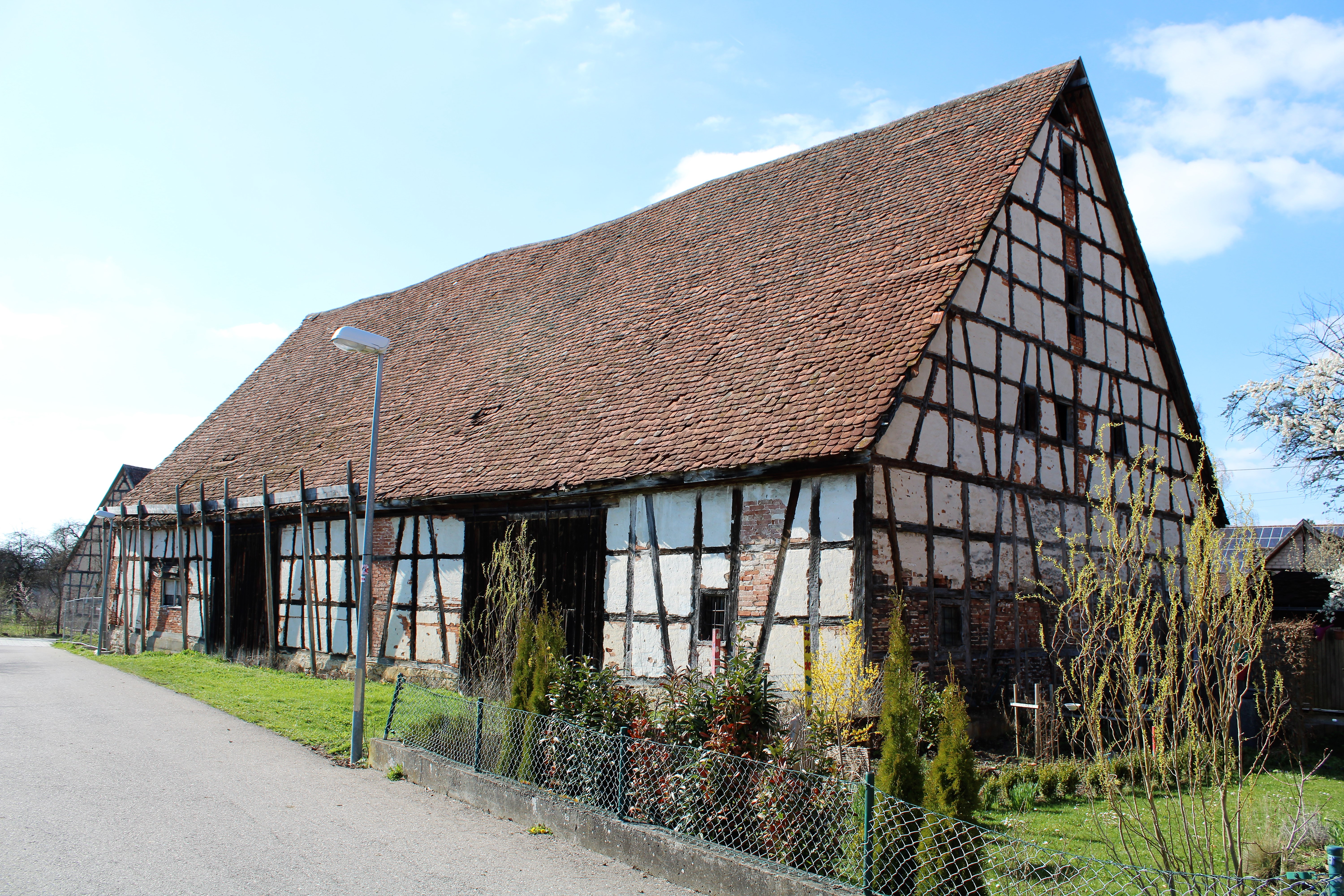
Alte Scheune
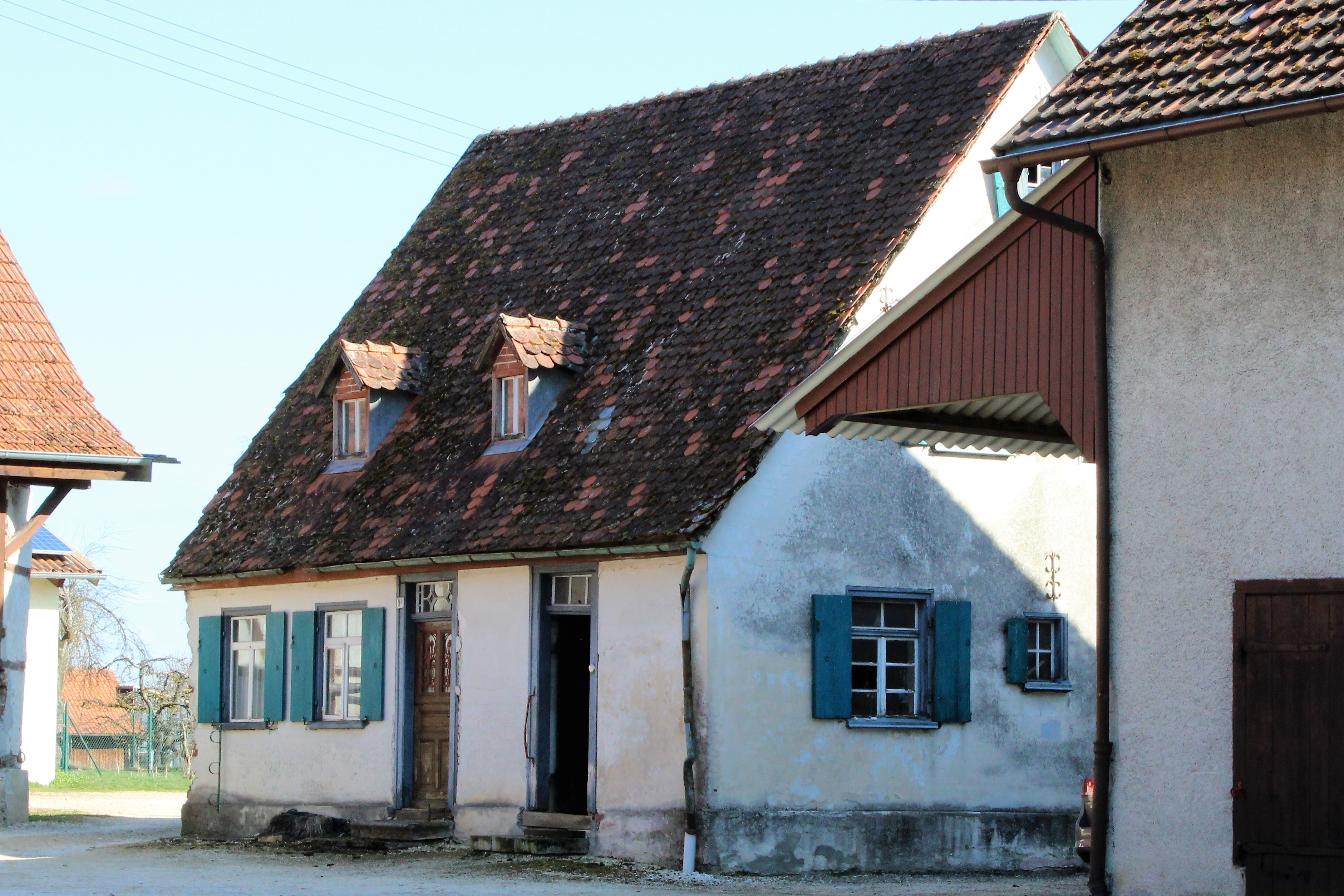
Altes Bauernhaus
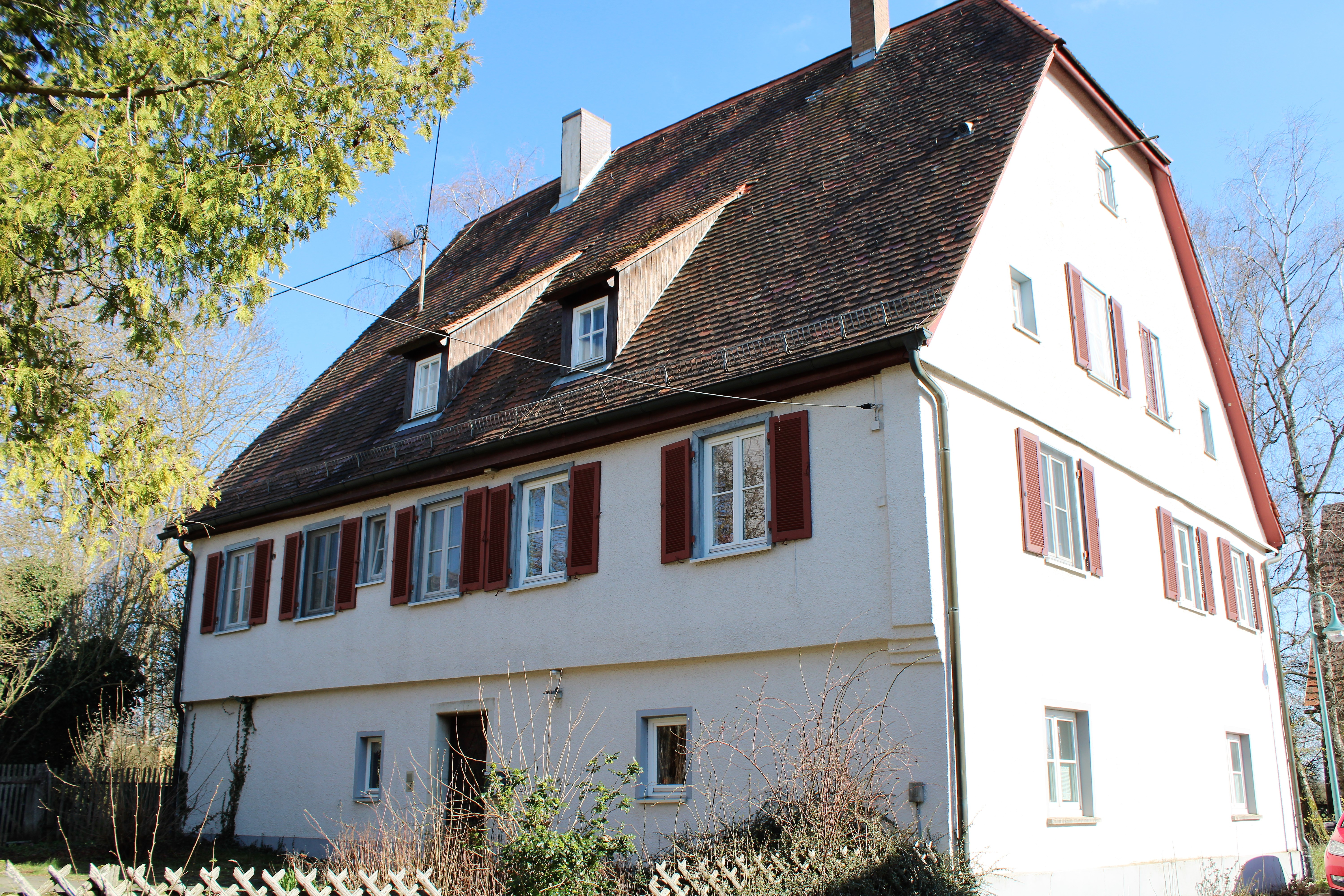
Älteres Wohngebäude
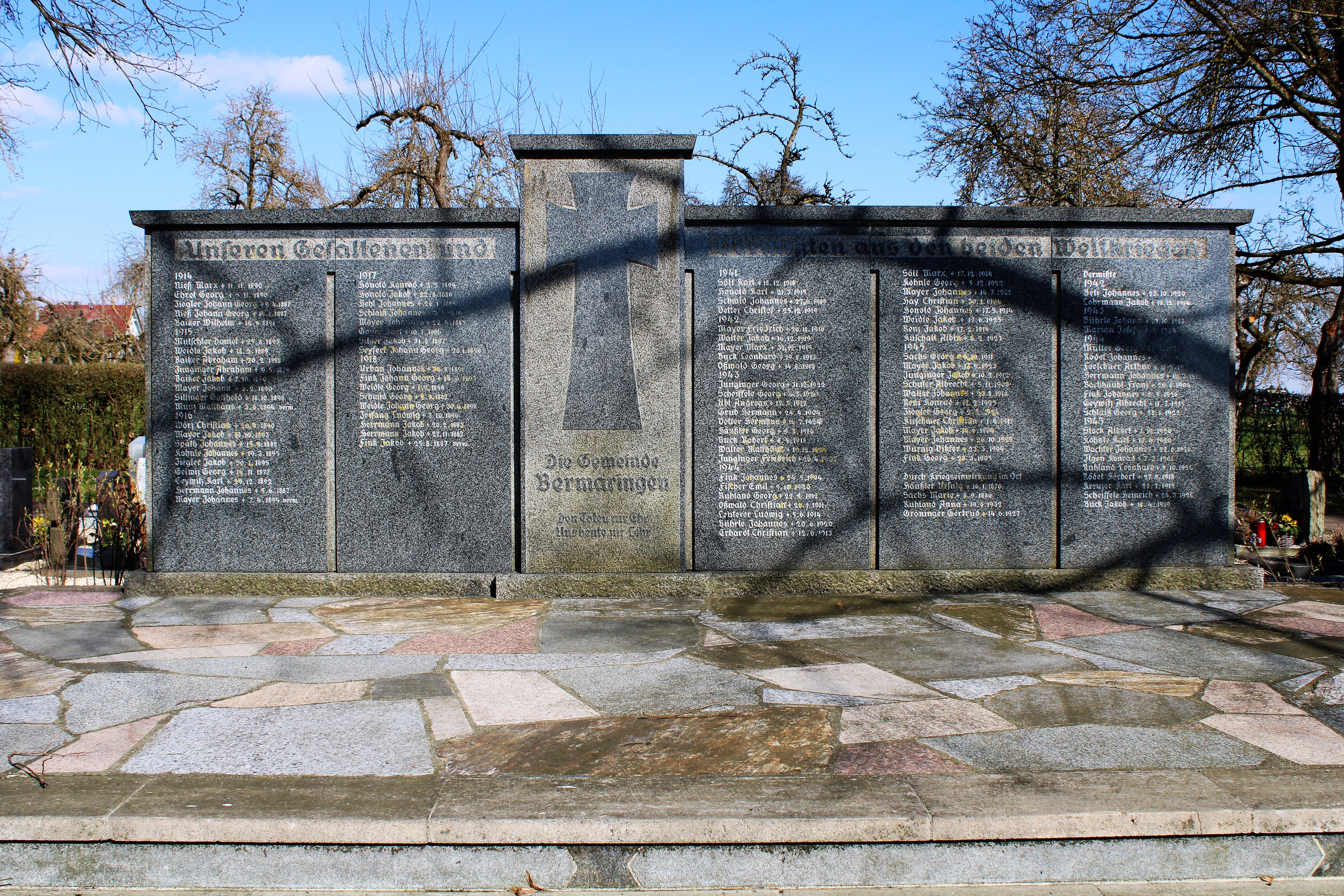
Gefallenendenkmal
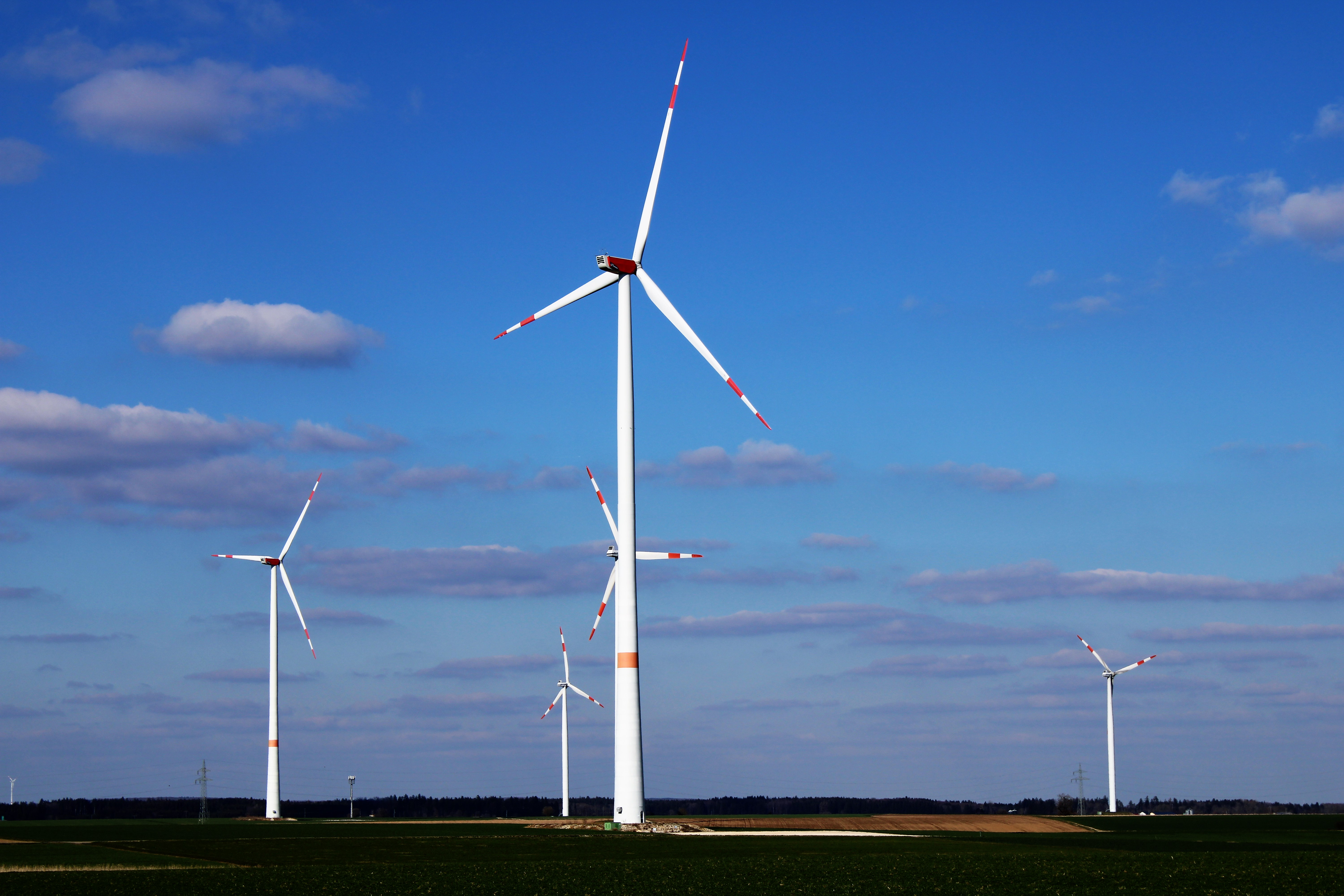
Windkraftanlagen bei Bermaringen

## Bildung
- Der evangelische Kindergarten betreut Kinder ab 2 Jahre bis zum Schuleintritt.
- Im Dorf befindet sich eine Grundschule, in der Kinder in den Klassen 1 bis 4 unterrichtet werden.

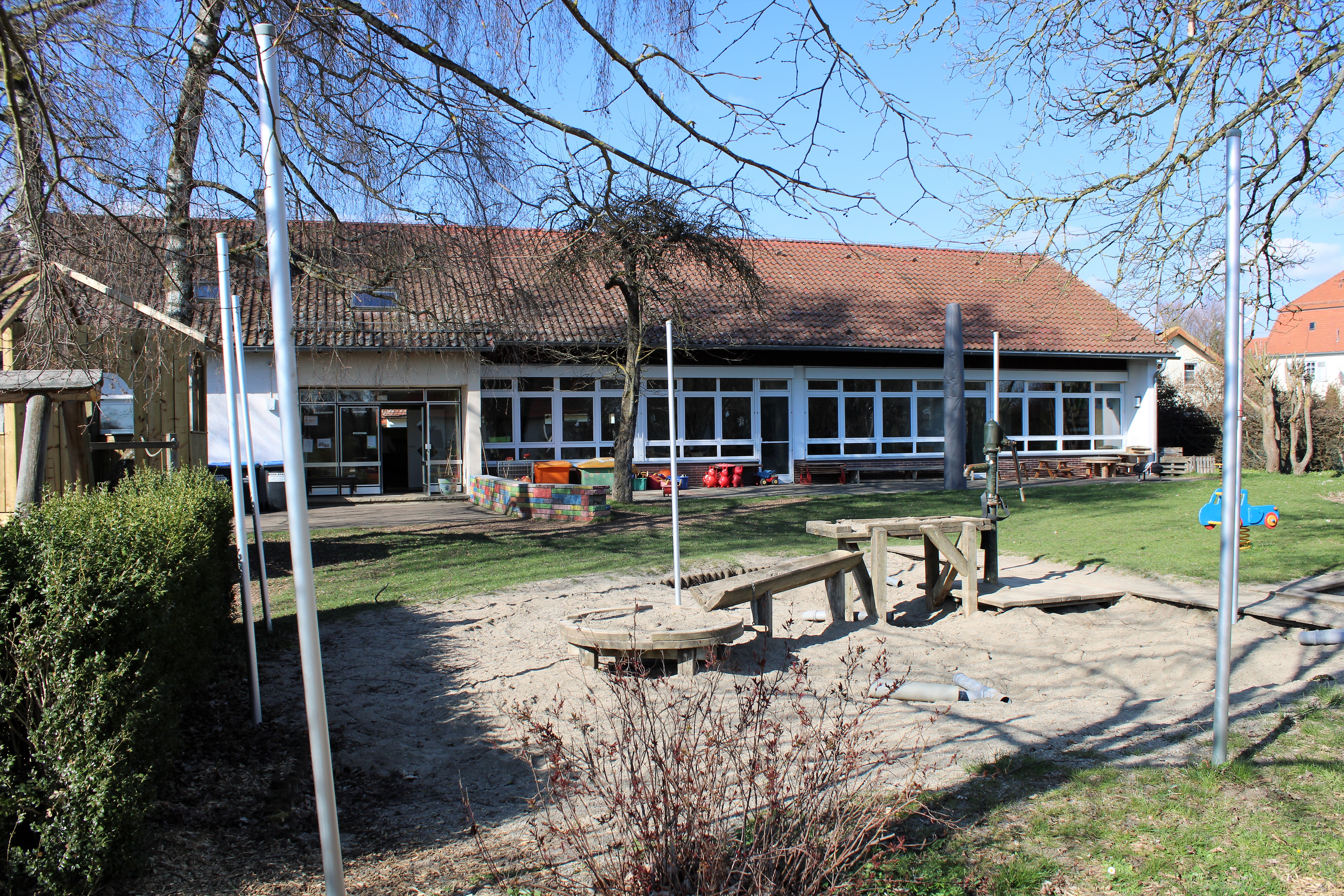
Evangelischer Kindergarten
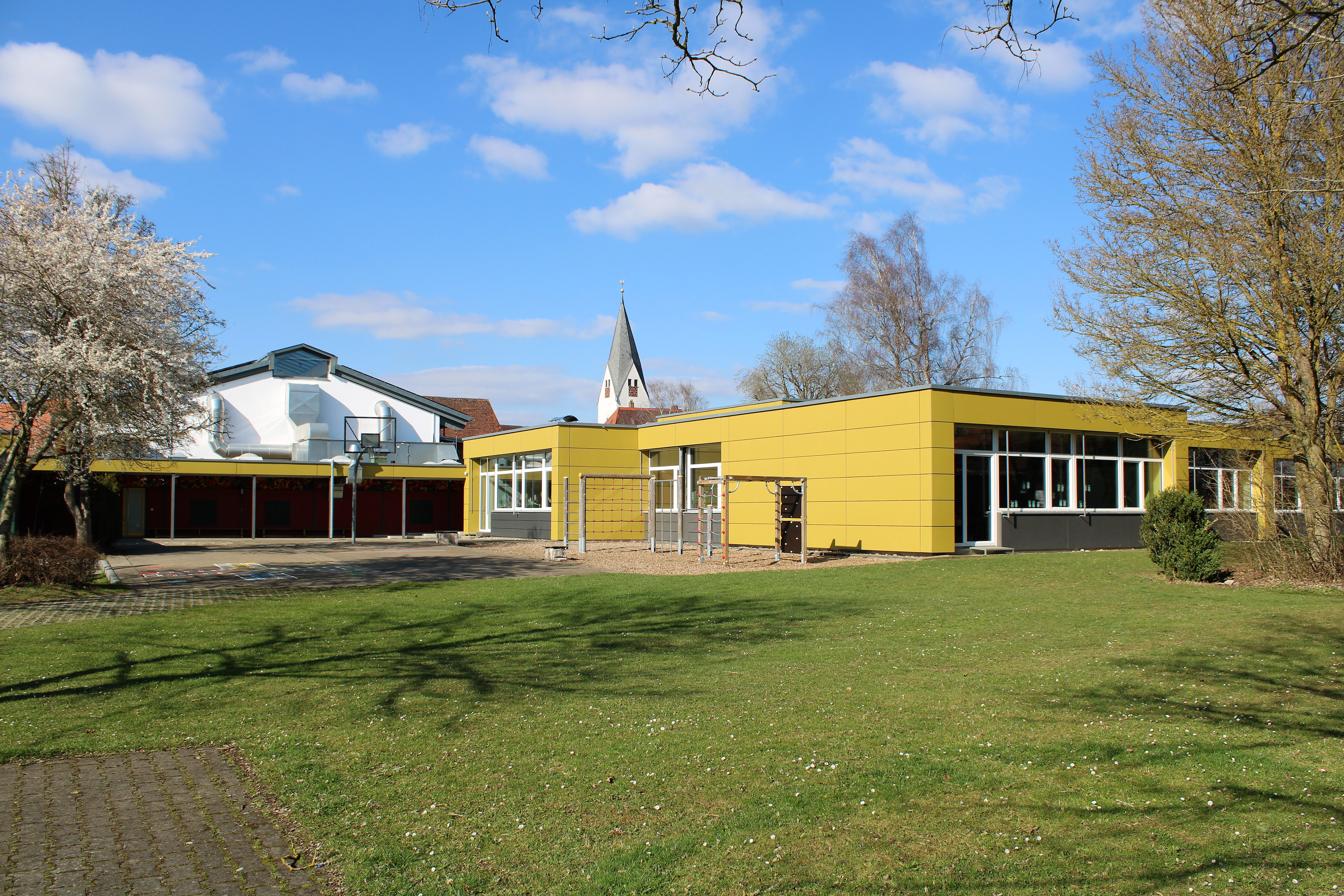
Grundschule in Bermaringen

## Sport- und Kulturvereine
- Bürgerverein Bermaringen e.V
- Club 70
- Flohmarktteam Bermaringen

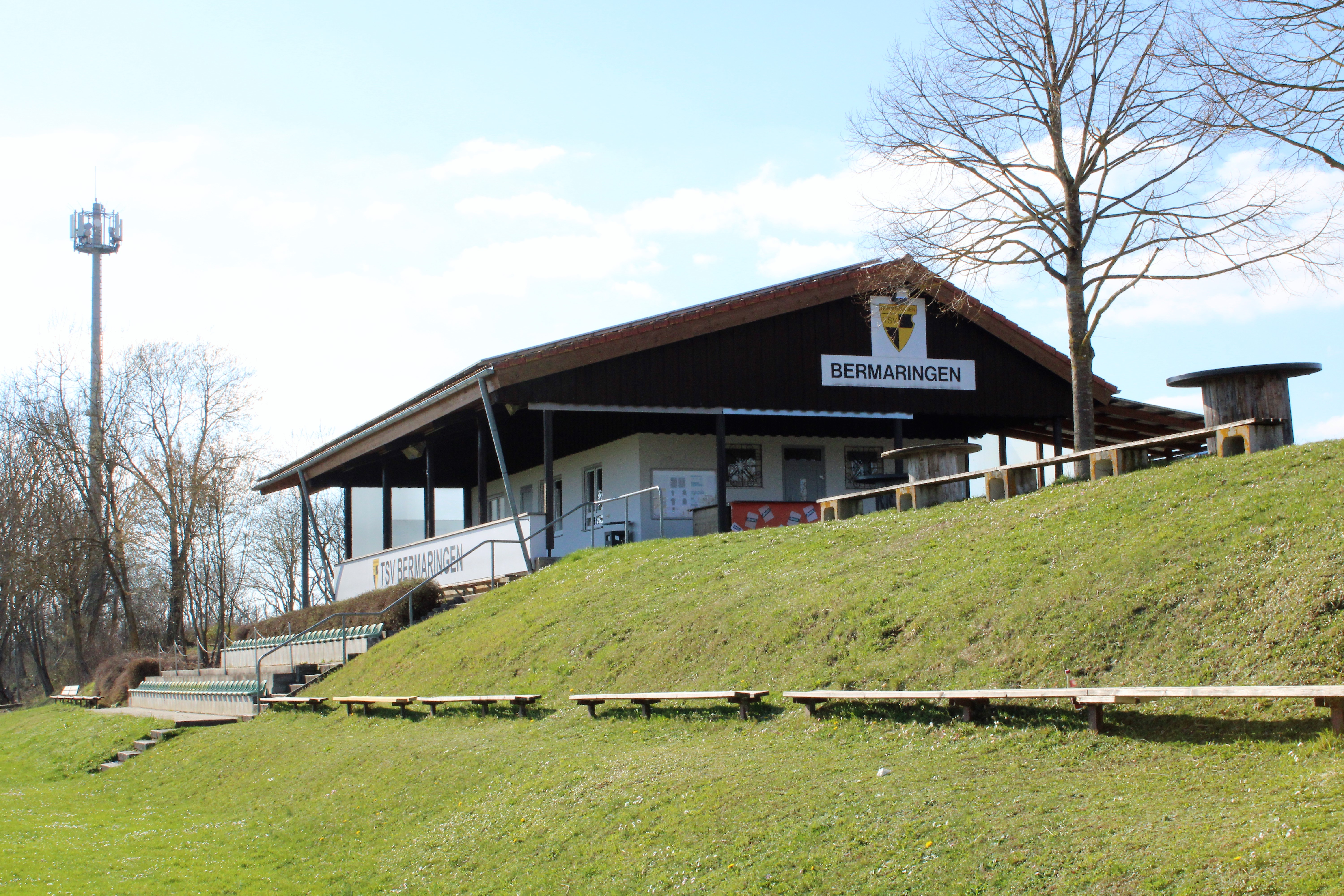
Sportheim TSV Bermaringen

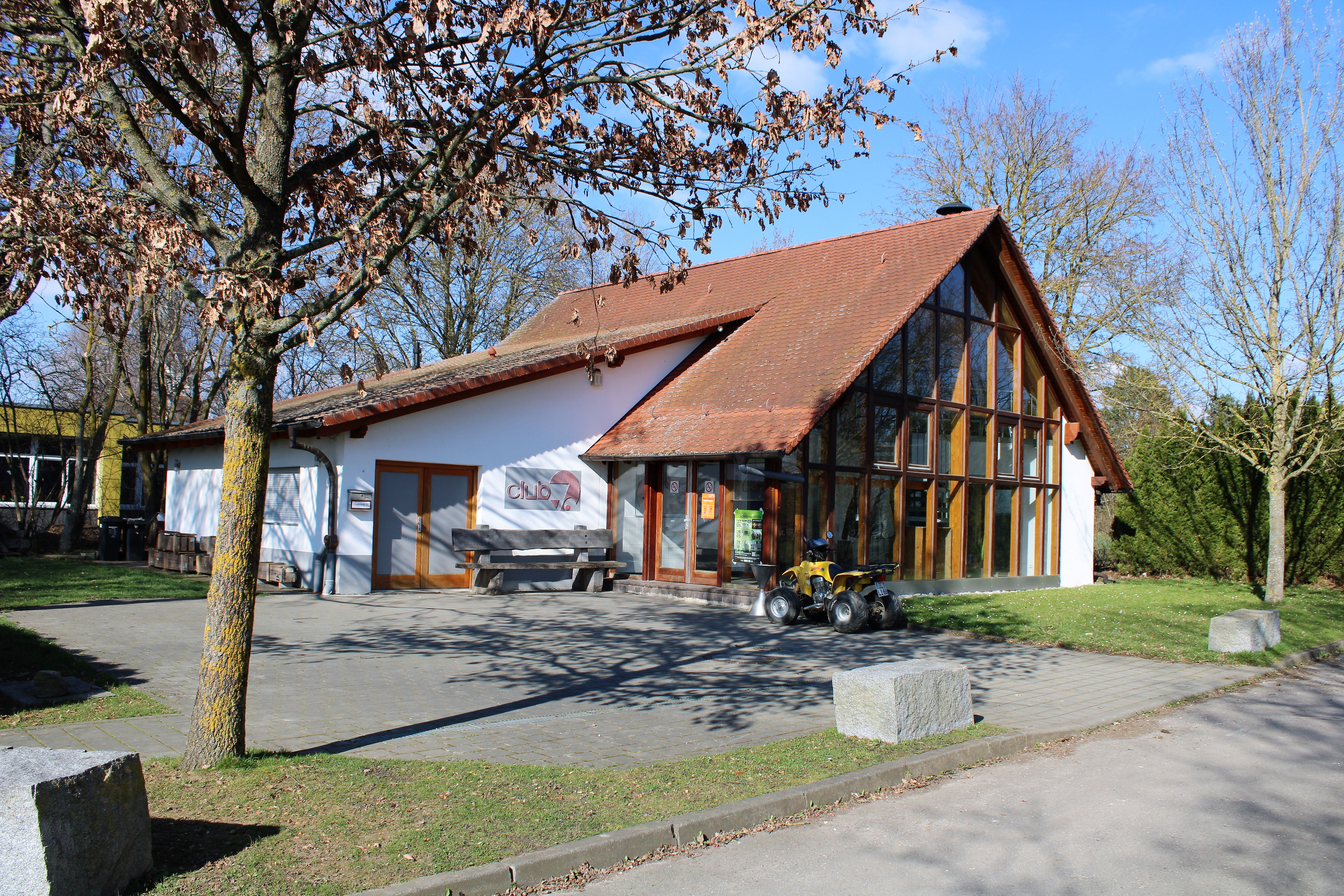
Vereinshaus vom Club 70

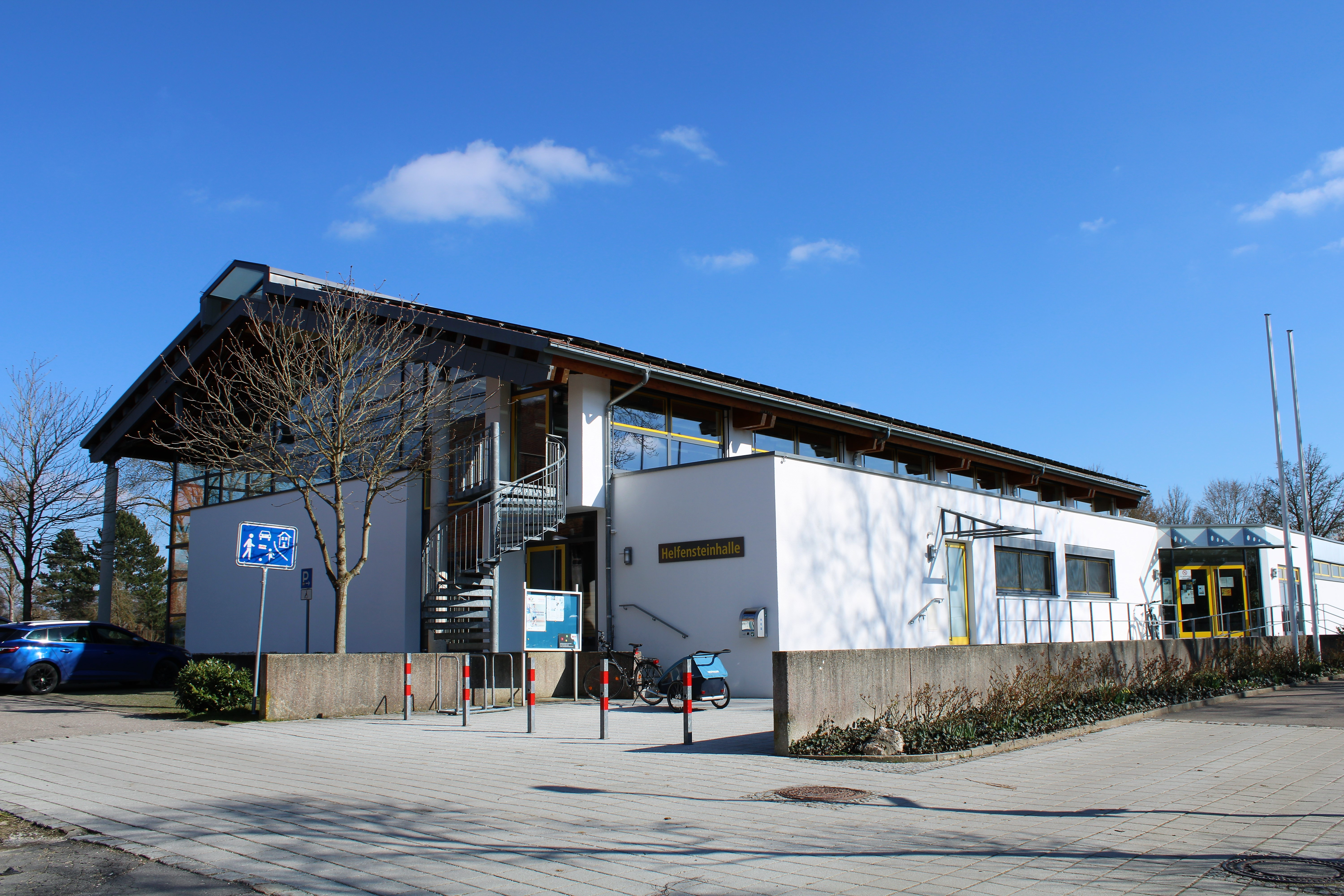
Sport- und Turnhalle

- Förderverein Grundschule Bermaringen
- Landfrauen Bermaringen
- Modellsportverein Bermaringen
- Musikverein Bermaringen e. V.
- Schwäbischer Albverein – Ortsgruppe Bermaringen
- TSV Bermaringen
- Männergesangverein Frohsinn Bermaringen
- Landwirtschaftlicher Ortsverein Bermaringen
- Gemeindepartnerschaftsausschuss
- Eltern-Kind-Gruppe
- Seniorentreff-Team
- Evangelischer Kirchenchor Bermaringen